# Книш Іван Тарасович
Іван Тарасович Книш (9 вересня 1924, Кобижча — 21 листопада 1985, Київ) — український радянський онколог, доктор медичних наук (з 1965 року), професор (з 1969 року), лауреат Державної премії УРСР (1981), заслужений діяч науки УРСР (з 1984 року).

## Біографія
Народився 9 вересня 1924 року в селі Кобижчі (тепер Бобровицького району Чернігівської області). В 1953 році закінчив Київський медичний інститут. Член КПРС з 1958 року.
З 1971 року — завідувач відділом Київського науково-дослідного рентгенорадіологічного і онкологічного інституту МОЗ УРСР.

Могила Івана Книша

Помер в 1985 році. Похований в Києві на Байковому кладовищі.

## Наукові інтереси
Основні напрямки наукової діяльності — розробка нових методів діагностики і лікування злоякісних пухлин кісток, м'яких тканин і меланом.